# 毛超峰
毛超峰（1965年12月—），河南柘城人。中华人民共和国政治人物。中国人民大学高级管理人员工商管理硕士EMBA。曾任焦作市人民政府市长、中共周口市委书记、中共河南省委常委、海南省人民政府常务副省长、紫荆文化集团董事长。中国共产党第十八届中央委员会候补委员。

## 生平
1986年8月加入中国共产党。北京气象学院（现并入南京信息工程大学）气象系气象预报专业毕业，中共中央党校法学理论专业在职研究生学历。历任民航河南省管理局副处长、处长、副局长、局长；中共焦作市委副书记、市长，周口市委书记等职。2011年10月获任中共河南省委常委，次年2月兼任省委政法委书记。2012年11月当选中国共产党第十八届中央委员会候补委员。2013年1月，调任中共海南省委常委、政法委书记。2014年12月任海南省人民政府党组副书记。2015年1月任海南省政府常务副省长。2018年2月24日，当选为第十三届全国人大代表。2021年2月至2023年5月，任中央在港新设央企紫荆文化集团有限公司董事长、党委书记。